# الإغارة على الجزيرة الخضراء
الإغارة على الجزيرة الخضراء أو (عملية بولموس 6، بالعبرية: מבצע בולמוס 6) أو معركة الجزيرة الخضراء هي غارة عسكرية إسرائيلية نفذتها وحدات من قوات العمليات الخاصة «شايطيت 13» و«سيريت ماتكال» على جزيرة مصرية صغيرة في خليج السويس، بها موقع رادار للإنذار المبكر ونقطة لسلاح الإشارة، ليلة 19 يوليو 1969.

## خلفية تاريخية
الجزيرة الخضراء، هي حصن صخري بنته القوات البريطانية خلال الحرب العالمية الثانية فوق حيد مرجاني للدفاع عن قناة السويس ضد هجمات دول المحور. تقع الجزيرة على بعد 4 كيلومترات (2.5 ميل) جنوب مدينة السويس ومدخل قناة السويس، وهي عبارة عن سلسلة من المخابئ الخرسانية من ثلاث طوابق مشيدة فوق جدار بحري يبلغ ارتفاعه 8 أقدام (2.4 متر) ومحاطة بثلاث لفات عميقة من الأسلاك الشائكة. طولها 145 متر (476 قدم) وعرضها 50 متر (160 قدم)، كانت الجزيرة محصنة تحصيناً قوياً. وقد تألفت حاميتها العسكرية من حوالي سبعين من جنود المشاة المصريين (دفاع جوي) بخلاف جنود سلاح الإشارة بقوة 100 ضابط وجندي، وبها أربعة عشر موقع نصبت فيه مدافع مضادة للطائرات (م.ط)، ثلاثة منها عيار 85 ملم، ثلاثة مدافع ثنائية (KPV) عيار 14.5 ملم وثمانية مدافع دوشكا عيار 12.7 ملم. وتقع الجزيرة والمنطقة المحيطة بها في مرمى المدفعية الإسرائيلية والمصرية الموجودة على السواحل المقابلة للخليج.
وعلى الرغم من أن تدمير مواقع الرادار للإنذار المبكر ومواقع استخبارات الإشارة (ELINT) المصرية كان هدفاً مستمراً لإسرائيل خلال هذه الفترة من حرب الاستنزاف، فقد كان هدف إسرائيل من هذه الغارة هو الرغبة في توجيه «رسالة» إلى مصر بقدرتها على التدمير الفعلي للأهداف العسكرية. بالإضافة إلى أن رئيس الأركان الإسرائيلي، حاييم بارليف ووزير الدفاع موشيه ديان، قررا أنه يجب أن يظهروا لمصر أنه لا يوجد أي موقع مصري آمن، مهما كان محصناً أو غير محصن. وموقع الجزيرة الخضراء يحقق كلا الهدفين. وقد كان من الممكن شن الهجوم على الجزيرة الخضراء بسهولة أكبر باستخدام المدفعية أو الطائرات الإسرائيلية التي ستقلل من الخسائر في الأرواح في الجيش الإسرائيلي، لكن الإسرائيليون رأوا أن غارة تقوم بها قواتهم الخاصة ستوجه رسالة واضحة، أملوا منها أن يكون لها تأثير سلبي على معنويات القوات المصرية.

## التخطيط للعملية
تقرر أن تكون العملية عملية مشتركة، بين عناصر وحدة الاستطلاع العامة سيريت ماتكال وعناصر من الكوماندوز البحري شايطيت 13، تحت قيادة زئيف ألموج. كانت الأولويات المحددة تدمير المدافع المضادة للطائرات 85 ملم، ثم المبنى الشمالي الرئيسي، ثم الرادار وموقع استخبارات الإشارة.
تبدأ الخطة بقيادة قوات الكوماندوز البحرية موجة الهجوم الأولى مستخدمة قوارب زودياك مطاطية. بينما تقود عناصر سييرت متكال موجة الهجوم الثانية، المؤلفة من قوات القيادة والتحكم وفرق طبية، وفريق الإخلاء. وستنطلق الموجة الثانية من قوات الكوماندوز إلى منطقة القتال عندما تشرف ذخيرة الموجة الأولى على النفاذ.

## المعركة
كانت الموجة الهجوم الأولى تتألف من أربعة فرق كل فريق مكون من ضابطين وثلاثة من عناصر الكوماندوز، ثم تحركت هذه القوة من منطقة رأس سدر على الضفة الشرقية لخليج السويس في الساعة الثامنة والنصف مساءً. وعندما أصبح عناصر الكوماندوز على مسافة 900 متر (980 ياردة) من الجزيرة بالقوارب، نزلوا إلى الماء وسبحوا أول مرة فوق السطح ثم تحت الماء بالقرب من السطح باستخدام معدات تنفس. كان كل عنصر يحمل 40 كيلوجرام (88 رطل) من المعدات. ووصلوا إلى الجزيرة متأخرين 8 دقائق عن الموعد المحدد في الساعة 01:38. لأن السباحة كانت أكثر صعوبة مما كان متوقعاً بسبب تيارات المياه. اخترق الفريق الأول الأسلاك الشائكة، مما سمح للفريق الثاني بالتحرك ومواجهة ردة الفعل الأولى للمصريين. ثم عبر الفريق الثالث جسراً صغيراً ودمر برجاً دفاعياً ومرسى وموقع الرادار. أما الفريق الرابع فقد طهر المبنى في الجزء الشمالي.
نصف المغيرين طهروا أو إغلقوا النصف الجنوبي من الجزيرة الحصينة، في حين دمر النصف الآخر أجهزة الرادار والمدافع المضادة للطائرات. كان هذه عملية معقدة بما أن معظم قنابلهم اليدوية أصبحت عديمة الجدوى (أفسدتها المياه) نظراً لسباحتهم في أعماق أكبر من المتوقع بسبب الحمل الثقيل لكل رجل. دعمّ فريق منفصل من قوات الكوماندوز البحرية اختراقات دفاعات الجزيرة بتغطية نيرانية تضليلية من مدفع بازوكا ومدفع رشاش خفيف ثبتا على الصخور الصغيرة التي تنتشر جنوب الجزيرة مباشرة، بعد أن وصلوا إليها باستخدام مركبات نقل ضفادع بشرية (SDV) أو الغواصات الإسرائيلية القزمية «الخنازير». عند هذه المرحلة، أرسل الرائد دوف بار، قائد موجة الهجوم الأولى، إشارة إلى موجة الهجوم الثانية بإطلاق قنبلة مضيئة. ولتجنب وقوع الموجة الثانية المقتربة في مرمى نيران الفريق المنفصل، سيطلق دوف بار قنبلة مضيئة للإشارة إلى هذا فريق التغطية والتضليل على الصخور بالتوقف والانسحاب، وهو ما أتموه بنجاح. الموجة الثانية، التي كانت تتجول بقوارب الزودياك في الخليج، لحقت الآن بزوارق الموجة الأولى المتعافية وصعدت إلى الجزيرة. وسرعان ما أقام أفرادها مركز قيادة ومحطة مساعدة وأتلفوا استحكامات مدافع 85 ملم.
ولأن موقع الجزيرة لا يختلف كثيراً عن حجم ملعب لكرة القدم، فقد جرى القتال كله على الجزيرة في نطاق قريب. كان الدفاع المصري على الموجة الأولى غير منسق في البداية، ثم أصبح عنيفاً، باستخدام الرشاشات الثقيلة والخفيفة والقذائف الصاروخية. بعد وصول الموجة الثانية، أصبحت جهود المدافعين مرة مشتتة ومرة أخرى غير منسقة، وبعضهم قفز من الملاجئ إلى البحر، وفي النهاية طلبوا من المدفعية قصف موقع الجزيرة.
بدأ أمر الانسحاب الإسرائيلي في الساعة الثانية والربع صباحاً. وبحلول الساعة 02:55 كانت كل الفرق على متن قوارب الزودياك متجهة إلى الضفة الشرقية للخليج، بعدما خسرت زورق زودياك في الجزيرة بفعل نيران المدفعية المصرية. في الساعة 03:10، وبينما كانت قوات الكوماندوز الإسرائيلية ما تزال تعبر الخليج، انفجرت قنابل زمنية كانوا قد زرعوها على الجزيرة لتفجير المرافق المتبقية. وبدأت المدفعية المصرية في قصف قوارب الزودياك والمراسي التي أقيمت لها على الشاطئ الشرقي، فشتت العديد من القوارب بعيداً وتأخرت عمليات إنزالها حيث جعلتها تبحث عن شواطئ بديلة للتوجه إليها. وقد فقد زودياك آخر عندما هجره فريقه على بعد أقل من 400 متر من الجزيرة الخضراء، لكن استطاعت مروحية التقاط هذا الفريق في الساعة 0500 بعد أن أمضى عدة ساعات يسبح نحو الشاطئ الشرقي.

## نتيجة العملية

### الرواية المصرية
تزعم المصادر المصرية أن الإسرائيليين كان هدفهم «احتلال الجزيرة» لموقعها الاستراتيجي ورداً على غارة مصرية على بورتوفيق نفذها رجال صاعقة انطلقوا من الجزيرة، بالإضافة إلى كون الجزيرة تمثل نقطة رصد واستطلاع متقدمة للجبهة الإسرائيلية وأن مدفعيتها كانت تقصف من حين لآخر القوات الإسرائيلية على الشاطئ الشرقي (برغم أن مدافع الجزيرة مضادة للطائرات) وأسقطت عدداً من الطائرات الإسرائيلية. وقد اختار الإسرائيليون ليلة 20 يوليو كموعد لتنفيذ هجومهم قبل خطاب الرئيس عبد الناصر في ذكرى ثورة 23 يوليو لتقويض الروح المعنوية وأن العالم سيكون مشغولاً بمتابعة هبوط نيل أرمسترونغ على القمر.
حشد الإسرائيليون لذلك 500-600 عنصر كوماندوز بحري وعمليات خاصة، زاد عددهم خلال المعركة ليصبح 800-900 عنصر، وهي أرقام مبالغ فيها جداً وتقترب من حجم كتيبة (حتى 2018 كان حجم سيريت متكال وحدها يقدر بعدد 200 فرد وعدد أفراد شايطيت 13 يقدر بثلاث سرايا)، خاصة وأن إسرائيل ستستخدم مئة جندي فقط بعدها بشهور لتنفيذ عملية أوسع وأخطر من ذلك وهي عملية الزعفرانة المشهورة. كان المصريون على علم مسبق بموعد ومكان الهجوم بعد قيام إسرائيل بطلعات جوية متتالية فوق الجزيرة واعتراض بعض الرسائل اللاسلكية المضللة كان يبثها الإسرائيليون ولذلك استعدت قوة الجزيرة للدفاع عنها.
إن الإسرائيليين لم يستطيعوا احتلال الجزيرة نتيجة للمقاومة الشرسة التي واجهوها ومع خشية قائد الموقع المصري سقوط الجزيرة في يد الإسرائيليين في ظل تزايد الخسائر البشرية المصرية طلب من قائد الجيش الثالث الميداني أن يفتح نيران مدفعيته على الجزيرة كي لا تسقط بيد الإسرائيليين كحل أخير واختبئ الجنود المصريون الباقون في الدشم الخرسانية أسفل الجزيرة.
كان من نتيجة القصف المدفعي المصري أن قُتل عدداً من الجنود المصريين وأن انسحب الإسرائيليين بعدما تكبدوا خسائر فادحة وفي الصباح عندما حاولوا سحب جثث أفرادهم القتلى من المياه بواسطة الطائرات الهليكوبتر أطلق أفراد الموقع المتبقيين النار على إحدى الطائرات فأصابوها كما أسقطوا عدداً من طائرات الميراج لاحقاً.
كانت الخسائر الإسرائيلية أكثر من 60 قتيل وأكثر من 100 مصاب وإغراق عدداً من الزوارق الإسرائيلية والعديد من غنائم الأسلحة بخلاف الخسارة الجوية، أما الخسائر المصرية فبينما تزعم بعض المصادر المصرية أن من ظلوا على قيد الحياة من قوة الجزيرة هم 24 فرد من ضمنهم بعض الجرحى، إلا أنها تذكر في نفس الوقت حجم الخسائر المصرية بعدد 16 قتيل (من ضمنهم من قُتل بفعل المدفعية المصرية) و14 مصاب ومن ضمن الخسائر أيضاً 40 جندي قتلوا نتيجة غرق قاربهم كانوا في طريقهم لمساعدة قوة الجزيرة وفتحت قوارب البحرية الإسرائيلية النار على قاربهم ولا يُضاف هذا العدد من الضحايا إلى خسائر العملية برغم من أنه مرتبط بها.
ونتيجة لشجاعة من تبقوا على قيد الحياة من قوة الجزيرة والاستبسال في الدفاع عنها حصل ضباطها على نوط الشجاعة من الطبقة الأولى وجنودها على نوط الشجاعة من الطبقة الثانية.

### الرواية الإسرائيلية
لم يكن احتلال الجزيرة من ضمن أهداف العملية كان هدف العملية تدمير المنشآت العسكرية عليها وتحييد قوة الجزيرة وبرغم من إدعاء الإسرائيليين أن العملية كانت ناجحة ودمرت موقع الجزيرة بالكامل، فإنها كبدتهم خسائر كبيرة: 6 قتلى (ثلاثة من شايطيت 13 وثلاثة من سيريت ماتكال) ومن 11 إلى 14 جريح وهو ما يقارب خسارة نصف قوة الهجوم المكونة من 40 عنصر، لذلك تعرضت العملية لعدة انتقادات نتيجة هذه الخسائر بالرغم من أن العملية أسفرت أيضاً عن مقتل 80 جندي مصري ما يقارب حجم قوة الجزيرة كلها. يدعي الإسرائيليون أيضاً أنه كان على الجزيرة بعض أفراد الصاعقة المصرية وبالنسبة لخسائر المعدات خسر الإسرائيليون زورقين مطاطين «زودياك» ولم تصب لهم أي طائرة. ولأعماله التي اتسمت بالشجاعة وإصابته عدة مرات خلال المعركة حصل عامي أيالون على وسام الشجاعة «ميدالية فالور» أعلى وسام إسرائيلي.
وكنتيجة لتدمير موقع رادار الإنذار المبكر على الجزيرة حدثت ثغرة في الدفاع الجوي استغلها الطيران الإسرائيلي في شن عملية بوكسر حيث اشتبك مع الطيران المصري في 300 معركة وغارة جوية أسفرت عن سقوط ثمان طائرات مصرية مقابل طائرتين اسرائليتين (أُسقطت 17 إسرائيلية وفقاً لإدعاء مصري).